# 国際連合安全保障理事会決議249
国際連合安全保障理事会決議249（こくさいれんごうあんぜんほしょうりじかいけつぎ249、英: United Nations Security Council Resolution 249）は、1968年4月18日に国際連合安全保障理事会で採択された決議である。モーリシャスの国際連合への加盟申請を検討した上で、国際連合総会に対して承認勧告を行った。